# Ретем (Алер)
Ретем (њем. Rethem) град је у њемачкој савезној држави Доња Саксонија. Једно је од 23 општинска средишта округа Золтау-Фалингбостел. Према процјени из 2010. у граду је живјело 2.313 становника. Посједује регионалну шифру (AGS) 3358018.

## Географски и демографски подаци
Ретем се налази у савезној држави Доња Саксонија у округу Золтау-Фалингбостел. Град се налази на надморској висини од 16 метара. Површина општине износи 33,8 km². У самом граду је, према процјени из 2010. године, живјело 2.313 становника. Просјечна густина становништва износи 69 становника/km².